# Григор'єв Анатолій Трохимович
Григор'єв Анатолій Трохимович (19. 07. 1935, с. Заводське Ленін. р-ну, нині АР Крим) – живописець, член НСХУ з 1994 року.

## Біографія
Народився 19 липня 1935 року в с. Червоний кут Ленінського р-ну  (нині с. Заводське  Єдикуйський району)  АР Крим.
Закінчив Український поліграфічний інститут у Львові у 1981; його викладачем був О. Іванченко. 
Працював на Кримському художньо-виробничому комбінаті з 1967 року. 
Учасник обласних і республіканських мистецьких виставок з 1979. 

## Творчість
Створює узагальнені художні образи, насичені динамікою, експресією, живописно-тоновими контрастами.

### Твори
«Вид на Ай-Петрі» (1982), «Казантип. Після шторму», «Північний Крим. Рибацьке селище» (обидва – 1985), «Крим. Альмінська долина. Осінь» (1992), «Східний Крим. На світанку», «Степовий Крим. Старий будинок» (обидва – 1994), «Присивашшя» (2002).